# Kommunistische Partei Islands (Marxisten-Leninisten)
Die Kommunistische Partei Islands (Marxisten-Leninisten) (isländisch Kommúnistaflokkur Íslands (marxistarnir-lenínistarnir)) war eine maoistische Organisation, die von 1976 bis 1980 in Island bestand. Eine Vorläuferorganisation mit dem Zentralorgan Stéttabaráttan existierte bereits ab 1972.

## Maoismus in Island
Mit maoistischem Gedankengut kamen isländische Studenten Anfang der 1970er Jahre während ihres Studiums im skandinavischen Ausland (Norwegen und Schweden) in Berührung. Die erste maoistische Organisation in Island wurde 1972 unter dem Namen Kommúnistahreyfingin M-L (KHML) gegründet, die ein Zentralorgan Stéttabaráttan (Klassenkampf) herausgab. Bereits nach kurzer Zeit (August 1972) wurde die Organisation in Kommunistasamtökin marxistarnir-léninistarnir (KSML) umbenannt. Ziel der KSML war der Aufbau einer „antirevisionistischen“ Kommunistischen Partei, geleitet von den Lehren von Marx, Engels, Lenin, Stalin und Mao Zedong. Im April 1976 gründeten dann 30 Delegierte die Kommúnistaflokkur Íslands (marxistarnir-lenínistarnir) (KFÍ-ml).
Ab 1975 bekam KSML, später KFÍ-ml, mit Einingarsamtök kommúnista (ml) (EIK(ml)) eine Konkurrenzorganisation. Beide Parteien hatten Kontakte zur Kommunistischen Partei Chinas und wurden 1976 gelegentlich gemeinsam in der Peking Rundschau erwähnt. Später druckte die Peking Rundschau nur noch die Stellungnahmen von EIK(ml) ab.
Wegen des schwindenden Einflusses der maoistischen Bewegung auch in Island nach dem Tod Maos vereinigten sich beide Organisationen 1980 zu Kommúnistasamtökin (KS), die 1985 aufgelöst wurde.

## Parteivorsitzende
- Gunnar Andrésson (KFÍ-ml)
- Ari Trausti Guðmundsson (KS)

## Wahlbeteiligungen
- 1974: 121 Stimmen (0,1 %) als Kommúnistasamtökin m/l (24 Kandidaten)[2]
- 1978: 128 Stimmen (0,1 %) als Kommúnistaflokkur Íslands

## Veröffentlichungen
- Rauði fáninn, 1972 (KSML) bis 7.1979
- Stéttabaráttan, 1972 (KHML/KSML) bis 9.1990
- Programme of the Communist Party of Iceland Marxist-Leninist, Reykjavík: Central Committee of CPI M-L, 1976
- Verkalýðsblaðið 1980 bis 1985 (war vorher das Zentralorgan von EIK(ml))